# Орден Независимости (Марокко)
Орден Независимости — государственная награда Королевства Марокко.

## История
В конце XIX века Марокко (управляемое с 1894 года Мулай Абд аль-Азизом) стало объектом соперничества Испании, Франции, Британии, а в XX веке — также и Германии.
В результате марокканских кризисов 1905 и 1911 годов Франция обрела бо́льшую часть территории Марокко. 
После трёхлетнего периода массовых выступлений в ряде местностей страны, перешедших в повстанческое антифранцузское выступление, и политического кризиса, вызванного попытками смены короля, в марте 1956 года Франция признала независимость Марокко, а в апреле независимость получило и Испанское Марокко, хотя несколько городов осталось за испанцами.
16 ноября 1955 года королём Марокко Мухаммедом V был учреждён орден Независимости, предназначенный для награждения лиц, способствующих достижению национальной независимости страны от французского протектората.
16 мая 1963 года и 14 декабря 1966 года в статут ордена вносились изменения.

## Степени
Орден Независимости имеет три класса:
- Золотой
- Серебряный
- Бронзовый

Знак ордена носится на нагрудной ленте на левой стороне груди.

## Описание
Знак ордена выполнен в зависимости от класса из золота, серебра или бронзы и представляет собой восьмиконечную правильную звезду с бортиком и матированной поверхностью.
Аверс знака несёт на себе изображение коронованного шагающего геральдически в лево льва, несущего в передних лапах марокканский флаг. Передние и задние лапы льва в разорванных оковах. Сзади льва надпись на арабском языке.
Реверс знака – матированная поверхность без бортика.
Знак при помощи кольца крепится к орденской ленте.
 Лента ордена шёлковая муаровая красного цвета с двумя чёрными полосками, отстающими от края.